# Phanomorpha
Phanomorpha és un gènere d'arnes de la família Crambidae.

## Taxonomia
- Phanomorpha acrocapna (Turner, 1915)
- Phanomorpha anisophragma (Lower, 1901)
- Phanomorpha dapsilis (Turner, 1908)
- Phanomorpha drosera (Meyrick, 1887)
- Phanomorpha icelomorpha (Turner, 1908)
- Phanomorpha lichenopa (Lower, 1897)
- Phanomorpha marmaropa (Meyrick, 1889)
- Phanomorpha meliphyrta (Turner, 1908)
- Phanomorpha mesogramma (Lower, 1900)
- Phanomorpha orthogramma (Lower, 1902)
- Phanomorpha pammicta (Turner, 1908)
- Phanomorpha persumptana (Walker, 1863)
- Phanomorpha schizodesma (Lower, 1899)
- Phanomorpha semigilva (Turner, 1922)
- Phanomorpha striatalis (Hampson, 1907)
- Phanomorpha susanae (Lower, 1900)